# Palacio Pesaro Papafava
El palacio Pesaro Papafava es un edificio histórico italiano situado en el sestiere de Cannaregio de Venecia, con fachada al canal della Misericordia (al final del "rio" de San Felice), en frente de las escuelas de   Santa Maria della Misericordia. 

## Historia
Construido a principios del siglo XV, fue propiedad de la familia Pesaro, noble estirpe veneciana, hasta el matrimonio de Pesarina Pesaro con Bonifacio Papafava, ocurrido en 1615.

## Descripción
Se trata de un edificio cuya fachada, desarrollada en cuatro alturas se caracteriza por la abundancia de elementos góticos. La potencia expresiva del frente se concentra en el eje central, compuesta en las dos plantas principales por la superposición de políforas de cuatro aberturas de arco apuntado con balcón balaustrado, flanqueadas por dos monóforas a cada lado, siendo más notable la primera planta, con mayor profusión de elementos decorativos. A ras del agua se encuentra el portal de arco apuntado con un par de ventanas a cada lado. El cuerpo adosado es de época más reciente.